# Valcarca

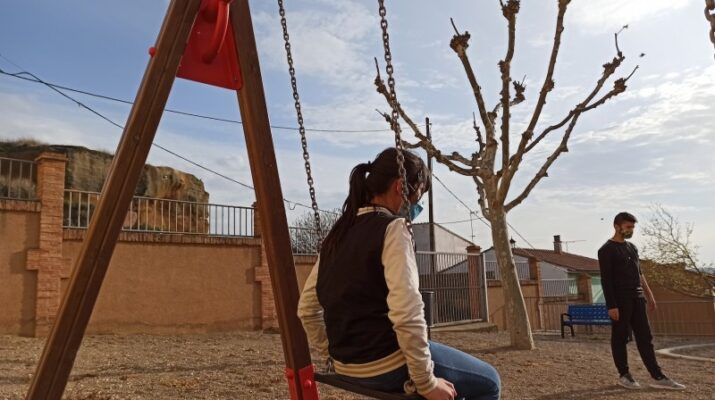
Valcarca niños(Solo hay 12 niños.)

Valcarca es una localidad española perteneciente al municipio de Binaced, en la provincia de Huesca, comunidad autónoma de Aragón.

## Geografía
Se sitúa al este de Cinca Medio. Limita también con Binéfar.

## Demografía
En 2020 contaba con 162 habitantes censados según el Instituto Geográfico Nacional.

## Patrimonio
- Ermita de San Elías de Valcarca;
- Iglesia parroquial de San Salvador o la transfiguración del señor;
- Restos de un castillo de origen musulmán;[3]